# Prochladny
Prochladny (Russisch: Прохладный) is een stad in de Russische autonome republiek Kabardië-Balkarië. De stad ligt aan de rivier de Malka (stroomgebied van de Terek), 52 km ten noordoosten van Naltsjik en 150 km ten noordoosten van de Elbroes.
De nederzetting werd gesticht in 1765 door Zaparozje-Kozakken. Gedurende de 19e eeuw was de nederzetting een militaire voorpost ter bescherming van de Russische zuidelijke grens in de Kaukasus. In 1825 heette de nederzetting Prochladnaja (Прохладная). De stadsstatus werd verkregen in 1937. Tevens veranderde de naam dan naar het huidige Prochladny.
| 1897  | 1939   | 1959   | 1979   | 1989   | 2002   |
| ----- | ------ | ------ | ------ | ------ | ------ |
| 3.400 | 25.400 | 28.800 | 47.600 | 57.084 | 61.772 |

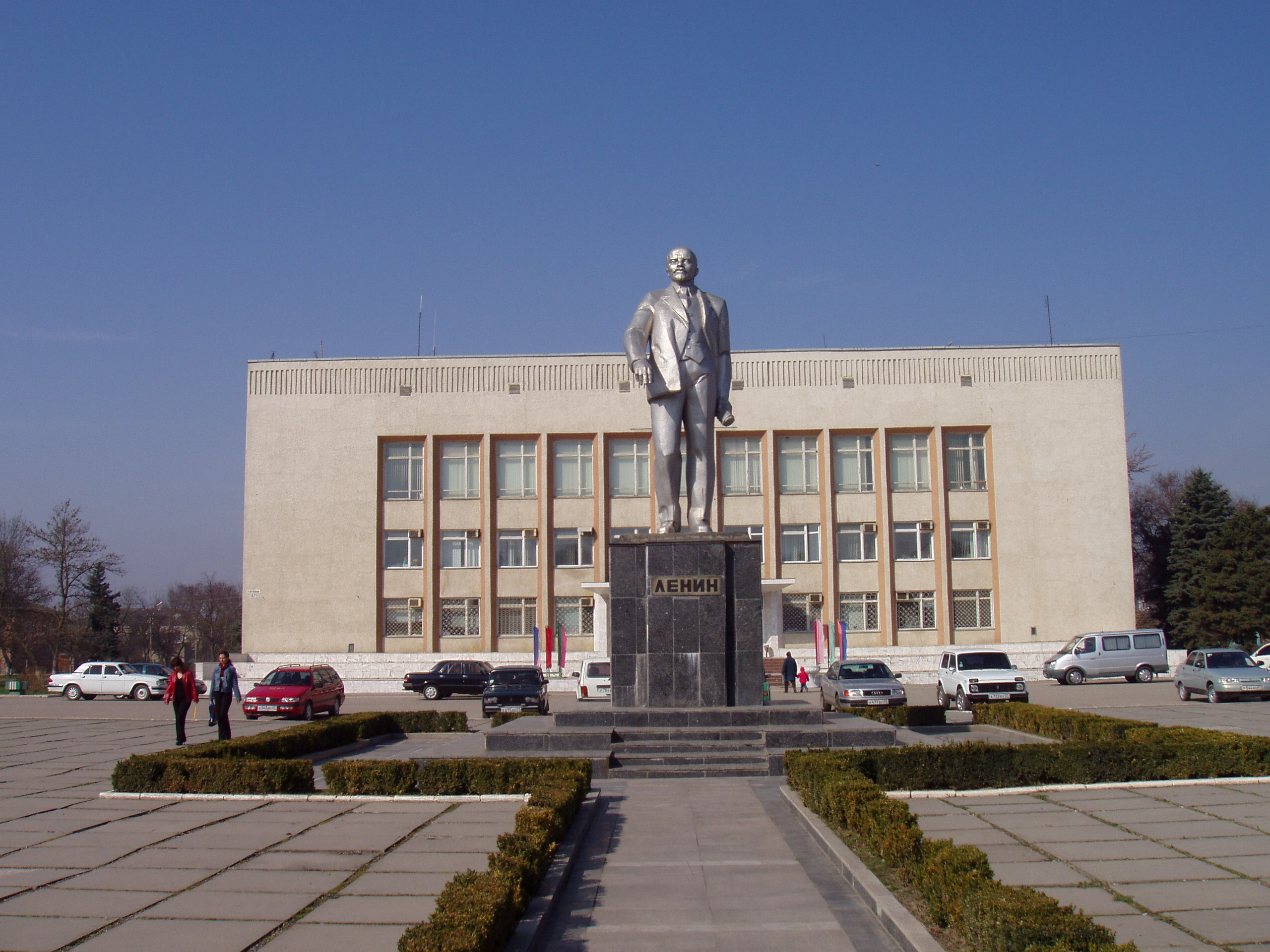
Stadhuis met Leninstandbeeld
Prochladny in Kabardië-Balkarië

## Geboren
- Maria Lasitskene (1993), wereldkampioene hoogspringen

Bestuurlijk centrum: Naltsjik

Steden: Baksan · Majski · Nartkala · Prochladny · Terek · Tsjegem · Tyrnyaoez

Districten: Baksanski · Elbroesski · Leskenski · Majski · Oervanski · Prochladnenski · Terski · Tsjegemski · Tsjerekski · Zolski